# Drumelzier

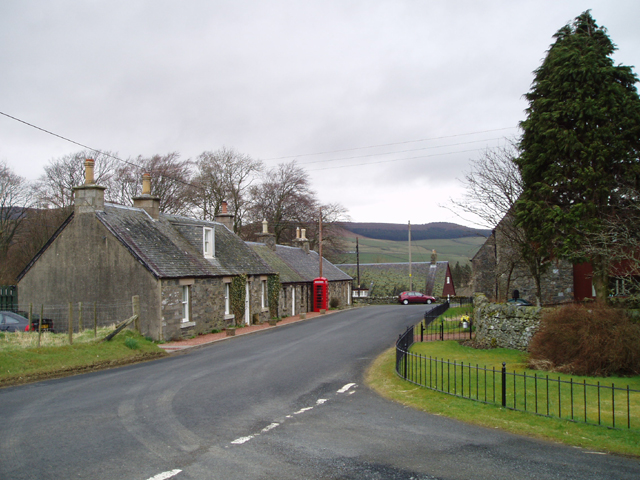
Drumelzier

Drumelzier – wieś w Szkocji, w hrabstwie Scottish Borders. Położona niedaleko wioski Broughton oraz miasta Peebles, nad potokiem Drumelzier Burn.